# برج نورا
برج نورا (به سوئدی: Norra tornen) یک ساختمان بلندمرتبه در سوئد است که در بخش استکهلم واقع شده‌است.